# Spatiodamaeus similis
Spatiodamaeus similis är en kvalsterart som först beskrevs av Rainer Willmann 1951.  Spatiodamaeus similis ingår i släktet Spatiodamaeus och familjen Damaeidae. Inga underarter finns listade i Catalogue of Life.